# Arterolan
Arterolan ist eine chemische Verbindung aus der Gruppe der Ozonide und Adamantane.
Es ist ein potentieller Antimalaria-Wirkstoff, der von den Medicines for Malaria Venture (MMV) entwickelt und von den Ranbaxy Laboratories getestet wurde. Aus chemischer wie aus pharmakologischer Sicht zeigt Arterolan einige Besonderheiten, so enthält es einen 1,2,4-Trioxolan-Ring (Ozonid) und ein daran gebundenes Adamantan-System. Es ist in Kombination mit dem bis-Chinolin Piperaquin bereits in die Klinischen Phase III fortgeschritten. Es wirkt durch Hemmung der PfATP6, einer Calcium ATPase des Malaria-Erregers P. falciparum, die im Endoplasmatischen Retikulum der Muskulatur (Sarkoplasma) den Calcium-Transport beeinflusst.
Nach Aussagen von Livemint entschied MMV, die Förderung für das Projekt einzustellen, nachdem vorläufige Daten, die auf einer Konferenz im Jahr 2006 vorgestellt wurden, nicht sehr befriedigend ausfielen im Vergleich zu anderen Medikamenten-Kandidaten. Zu diesem Zeitpunkt hatte Ranbaxy rund 16 Millionen Dollar ausgegeben. Trotz der eingestellten Unterstützung von MMV führt Ranbaxy die Entwicklung des Medikaments fort.

## Gewinnung und Darstellung
Die Synthese von Arterolan basiert auf der Gries-Coozonolyse einer Mischung von Adamantan-2-on-O-methyloxim und 4-Carbomethoxycyclohexanon zur Bildung von cis-Adamantan-spiro-3'-8'-methoxycarbonylmethyl-1',2',4'-trioxaspiro[4.5]decan. Letzteres wird zu cis-Adamantan-2-spiro-3'-8'-carboxymethyl-1',2',4'-trioxaspiro[4.5]decan hydrolysiert, gefolgt von milden Amidierung mit der Bildung eines Ozonid-Zwischenproduktes, das durch Behandlung mit 2-Methylpropan-1,2-diamin schließlich die Zielverbindung ergibt.